# 沖繩人民黨
沖繩人民黨是美國治理琉球時期的一個政黨。1951年12月至1953年12月期間，曾使用過琉球人民黨這個名稱。
1947年7月20日在石川市（今宇流麻市）成立沖繩人民黨，以浦崎康華為委員長。
最初，該黨以民主主義為思想，宣傳「全沖繩民族解放」，感謝美軍驅逐了日本在琉球的勢力，並獲得美軍當局的承認。不久便改奉馬克思主義為政治思想，宣揚「重建自主沖繩」。
1951年4月，沖繩人民黨改為鼓吹本土復歸。1954年，受美國麥卡錫主義的影響，琉球政府成立共產主義政黨調查特別委員會，禁止所有共產主義政黨活動。沖繩人民黨變成非法組織，其書記長瀨長龜次郎等30人被逮捕，史稱人民黨事件。
1972年，美國將沖繩交給日本。1973年10月31日，在沖繩人民黨第18回黨大會上，做出了併入日本共產黨的決定。原沖繩人民黨委員長瀨長龜次郎出任日本共產黨幹部會副委員長。

## 歷代党首
- 委員長（1947年7月～49年10月）
  - 浦崎康華（1947年7月～48年8月）
  - 兼次佐一（1948年8月～49年10月）
- 書記長（1949年10月～59年5月）
  - 瀨長龜次郎（1949年10月～57年1月）
  - 又吉一郎（1957年1月～59年5月）
- 委員長（1959年5月～73年10月）
  - 瀨長龜次郎（1959年5月～1973年10月）

## 黨派席位
| 回    | 年月日         | 議席数 |
| ----- | -------------- | ------ |
| 第1回 | 1952年3月1日   | 1      |
| 第2回 | 1954年3月14日  | 2      |
| 第3回 | 1956年3月11日  | 1      |
| 第4回 | 1958年3月16日  | 5      |
| 第5回 | 1960年11月13日 | 1      |
| 第6回 | 1962年11月11日 | 1      |
| 第7回 | 1965年11月14日 | 1      |
| 第8回 | 1968年11月11日 | 3      |

| 回    | 年月日        | 議席数 |
| ----- | ------------- | ------ |
| 第1回 | 1972年6月25日 | 6      |

出典：沖繩人民党史編集刊行委員会編輯發行：《沖縄人民党の歴史》。